# Division par deux

Diviser par deux signifie diviser les objets d'un ensemble en deux parties égales. Par exemple, 14 lapins sont répartis équitablement en deux groupes de 7 lapins chacun.

En mathématiques, la division par deux a aussi été appelée la médiation ou la dimidiation.
La considération de cela comme étant une opération différente de la multiplication ou de la division par d'autres nombres remonte aux Égyptiens de l'Antiquité, dont l'algorithme de multiplication utilise la division par deux comme une de ses étapes fondamentales. Certains mathématiciens, jusqu'au XVIe siècle, ont continué à voir la division par deux comme une opération distincte,, et elle est souvent traitée ainsi dans les logiciels informatiques modernes.
L'exécution de cette opération est simple dans l'arithmétique décimale, dans le système binaire qui est utilisé dans les logiciels informatiques, et dans d'autres bases paires.